# Юр Врілінг
Юр Врілінг  (нід. Jur Vrieling, 31 липня 1969) — нідерландський вершник, олімпійський медаліст.

## Виступи на Олімпіадах
| Олімпіада   | Дисципліна       | Місце    |
| ----------- | ---------------- | -------- |
| Лондон 2012 | конкур, особисті | =33 к3/4 |
| Лондон 2012 | конкур, командні | 2        |

## Зовнішні посилання
- Досьє на sport.references.com